# Yoshisada Shimizu
Yoshisada Shimizu (清水義定?, Yoshisada Shimizu; 1943) è un astronomo giapponese.
Shimizu è un ortopedista ed astrofilo, prolifico scopritore di asteroidi presso l'osservatorio di NachiKatsuura.
L'asteroide 7300 Yoshisada prende il nome da lui .

## Asteroidi scoperti
Shimizu ha coscoperto 30 asteroidi (lista incompleta):
| Asteroide           | Designaz. provv. | Data della scoperta | Coscopritore/i |
| ------------------- | ---------------- | ------------------- | -------------- |
| 6160 Minakata       | 1993 JF          | 15 maggio, 1993     | Takeshi Urata  |
| 6834 Hunfeld        | 1993 JH          | 11 maggio 1993      | Takeshi Urata  |
| 6838 Okuda          | 1995 UD9         | 30 ottobre 1995     | Takeshi Urata  |
| 7031 Kazumiyoshioka | 1994 UU          | 31 ottobre 1994     | Takeshi Urata  |
| 7032 Hitchcock      | 1994 VC2         | 3 novembre 1994     | Takeshi Urata  |
| 7036 Kentarohirata  | 1995 BH3         | 29 gennaio 1995     | Takeshi Urata  |
| 7037 Davidlean      | 1995 BK3         | 29 gennaio 1995     | Takeshi Urata  |
| 7135 -              | 1993 VO          | 5 novembre 1993     | Takeshi Urata  |
| 7259 Gaithersburg   | 1994 EG1         | 6 marzo 1994        | Takeshi Urata  |
| 7264 Hirohatanaka   | 1995 FK          | 26 marzo 1995       | Takeshi Urata  |
| 7307 Takei          | 1994 GT9         | 13 aprile 1994      | Takeshi Urata  |
| 7308 Hattori        | 1995 BQ4         | 31 gennaio 1995     | Takeshi Urata  |
| 7502 Arakida        | 1996 VP7         | 15 novembre 1996    | Takeshi Urata  |
| 7533 Seiraiji       | 1995 UE6         | 25 ottobre 1995     | Takeshi Urata  |
| 7534 -              | 1995 UA7         | 26 ottobre 1995     | Takeshi Urata  |
| 7536 Fahrenheit     | 1995 WB7         | 21 novembre 1995    | Takeshi Urata  |
| 7609 -              | 1995 WX3         | 18 novembre 1995    | Takeshi Urata  |
| 7619 -              | 1997 AP21        | 13 gennaio 1997     | Takeshi Urata  |
| 7662 -              | 1994 RM1         | 3 settembre 1994    | Takeshi Urata  |
| 7667 -              | 1995 BL3         | 29 gennaio 1995     | Takeshi Urata  |
| 7676 -              | 1995 WN8         | 18 novembre 1995    | Takeshi Urata  |
| 7709 -              | 1994 RN1         | 8 settembre 1994    | Takeshi Urata  |
| 7712 -              | 1995 TB1         | 12 ottobre 1995     | Takeshi Urata  |
| 7785 -              | 1994 QW          | 29 agosto 1994      | Takeshi Urata  |
| 7786 -              | 1994 TB15        | 14 ottobre 1994     | Takeshi Urata  |
| 7792 -              | 1995 WZ3         | 18 novembre, 1995   | Takeshi Urata  |
| 7841 -              | 1994 UE1         | 31 ottobre 1994     | Takeshi Urata  |
| 7893 -              | 1994 XY          | 2 dicembre 1994     | Takeshi Urata  |
| 7964 -              | 1995 DD2         | 23 febbraio 1995    | Takeshi Urata  |
| 7969 -              | 1997 RP3         | 5 settembre 1997    | Takeshi Urata  |
| (12921) 1998 WZ5    | 1998 WZ5         | 20 novembre 1998    | Takeshi Urata  |